# Ranunculus extensus
Ranunculus extensus là một loài thực vật có hoa trong họ Mao lương. Loài này được (Hook. f.) Schilbe. ex Engl. miêu tả khoa học đầu tiên năm 1891.